# Guilty (The Rasmus)
Guilty è un singolo del gruppo musicale finlandese The Rasmus, pubblicato il 4 agosto 2004 come quinto estratto dal quinto album in studio Dead Letters.

## Tracce
CD promozionale (Germania, Regno Unito)
1. Guilty (Radio Edit) – 3:16

CD promozionale (Spagna)
1. Guilty – 3:46

CD singolo (Finlandia)
1. Guilty (New Mix) – 3:41
2. First Day of My Life (Live Radio Session) – 4:10
3. Guilty (Video)

CD singolo (Germania), 7" (Regno Unito)
1. Guilty (Album Version) – 3:41
2. First Day of My Life (Live Radio Session) – 4:10

CD maxi-singolo (Germania – parte 1)
1. Guilty (Album Version) – 3:41
2. First Day of My Life (Live Radio Session) – 4:10
3. In the Shadows (Live Radio Version) – 4:13
4. Guilty (Video)

CD maxi-singolo (Germania – parte 2)
1. Guilty (US Radio Edit Version) – 3:41
2. Since You've Been Gone (Acoustic Radio Version) – 3:03
3. In the Shadows – 3:42
4. Guilty (Video)

## Formazione
Gruppo
- Lauri Ylönen – voce
- Pauli Rantasalmi – chitarra
- Eero Heinonen – basso
- Aki Hakala – batteria

Altri musicisti
- Martin Hansen – programmazione, tastiera, suoni aggiuntivi
- Mikael Nord Andersson – programmazione, tastiera, suoni aggiuntivi
- Ylva Nilsson, Håkan Westlund, Anna Wallgren – violoncelli
- Rutger Gunnarsson – arrangiamento strumenti ad arco
- Jörgen Ingeström – tastiera aggiuntiva

Produzione
- Mikael Nord Andersson – produzione, registrazione
- Martin Hansen – produzione, registrazione, missaggio
- Leif Allansson – missaggio
- Claes Persson – mastering

## Classifiche
| Classifica (2004) | Posizione massima |
| ----------------- | ----------------- |
| Austria           | 32                |
| Belgio (Fiandre)  | 67                |
| Belgio (Vallonia) | 57                |
| Finlandia         | 2                 |
| Germania          | 20                |
| Irlanda           | 24                |
| Italia            | 39                |
| Paesi Bassi       | 58                |
| Regno Unito       | 15                |
| Svizzera          | 43                |